# Железный треугольник (фильм)
«Железный треугольник» — кинофильм США о Вьетнамской войне, «неформатный» для данного жанра, в котором «хорошие» и «плохие» герои показаны как с одной, так и с другой стороны.
Слоган фильма — «Смертоносный кусок мировой реальности» («The deadliest chunk of real estate in the world»).

## Сюжет
Сюжет рассказывает о совместных операциях армии США и Южного Вьетнама в 1966—1967 г. по «зачисткам» от партизан НФОЮВ («Вьетконга»), в районе так называемого «железного треугольника». Во вступлении говорится, что фильм основан на реальной истории, произошедшей на войне во Вьетнаме и описанной в дневнике неизвестного солдата «Вьетконга».
Повествование ведётся от лица американского военного капитана Кина.
1966 год. Южный Вьетнам. Молодой солдат Вьетконга Хо защищает и не даёт своим боевым товарищам убить попавшего в плен американского военного капитана Кина, так как Кин до этого в бою пощадил и не убил его, когда у него была такая возможность.

## В ролях
- Бо Бриджес — капитан Кин, армия США
- Хенг С. Нгор — капитан Тыонг, армия Северного Вьетнама
- Лием Уотли — Хо, молодой солдат «Вьетконга»
- Джонни Халлидей — Жак Пати, французский наёмник, телохранитель
- Джим Ишида — Кхой, старший солдат «Вьетконга»
- Пинг Ву — Фам, солдат «Вьетконга»
- Jack Ong — Шен, крестьянин из деревни
- Sophie Trang — Лай, девушка из деревни
- Arsenio 'Sonny' Trinidad — Нгуен Тхюи, крестьянин из деревни, задающий вопросы
- Iilana B’tiste — Кхань Ли, пропагандистка из армии Южного Вьетнама
- Bobby McGee — Joop, негр
- Richard Weygint — Swan, американский солдат
- Аллан Мур — Мёрфи, американский солдат
- Джо Сили (в титрах указан как Джозеф Сили) — Гровер, американский солдат
- Франсуа Чау — капитан Дык, армия Южного Вьетнама
- Glen Chin — Тяу, толстый чиновник

## Производство
Съёмки фильма проходили в Шри-Ланке.